# 포평청년역
포평청년역(葡坪靑年驛)은 조선민주주의인민공화국 량강도 김형직군 김형직읍에 위치한 북부내륙선의 철도역이다. 김형직읍(옛 후창읍)에 위치한 유일한 역이지만 '김형직역' 또는 '후창역'이 아니며, 실제로 후창역은 라선특별시에 위치한 평라선의 역이다.

## 연혁
- 1988년 8월 3일 : 자성 - 후주청년 구간 개통과 함께 영업 개시[1][2][3]